# Петрано
Петрано (итал. Monte Petrano) — гора в Италии. Высота горы — 1106 м над уровнем моря. Является частью Умбро-Маркезанских Апеннин.

## Описание
Гора является частью территории коммуны Кальи, в провинции Пезаро-э-Урбино. Рядом находится Ла-Роккетта, рельеф, расположенный на высоте 1162 м над уровнем моря. Иногда Петрано относится ко всему горному комплексу, включая Ла-Роккетту.

## Рекреация
Благодаря сильным ветрам, которые часто дуют в этом районе, луга на вершине (в определенные периоды года) являются идеальным местом для занятий такими видами деятельности, как кайт-баггинг и лэндбординг, которые подразумевают использование воздушных змеев. Фактически, на горе также проводятся встречи и мероприятия, организованные любителями этих дисциплин.

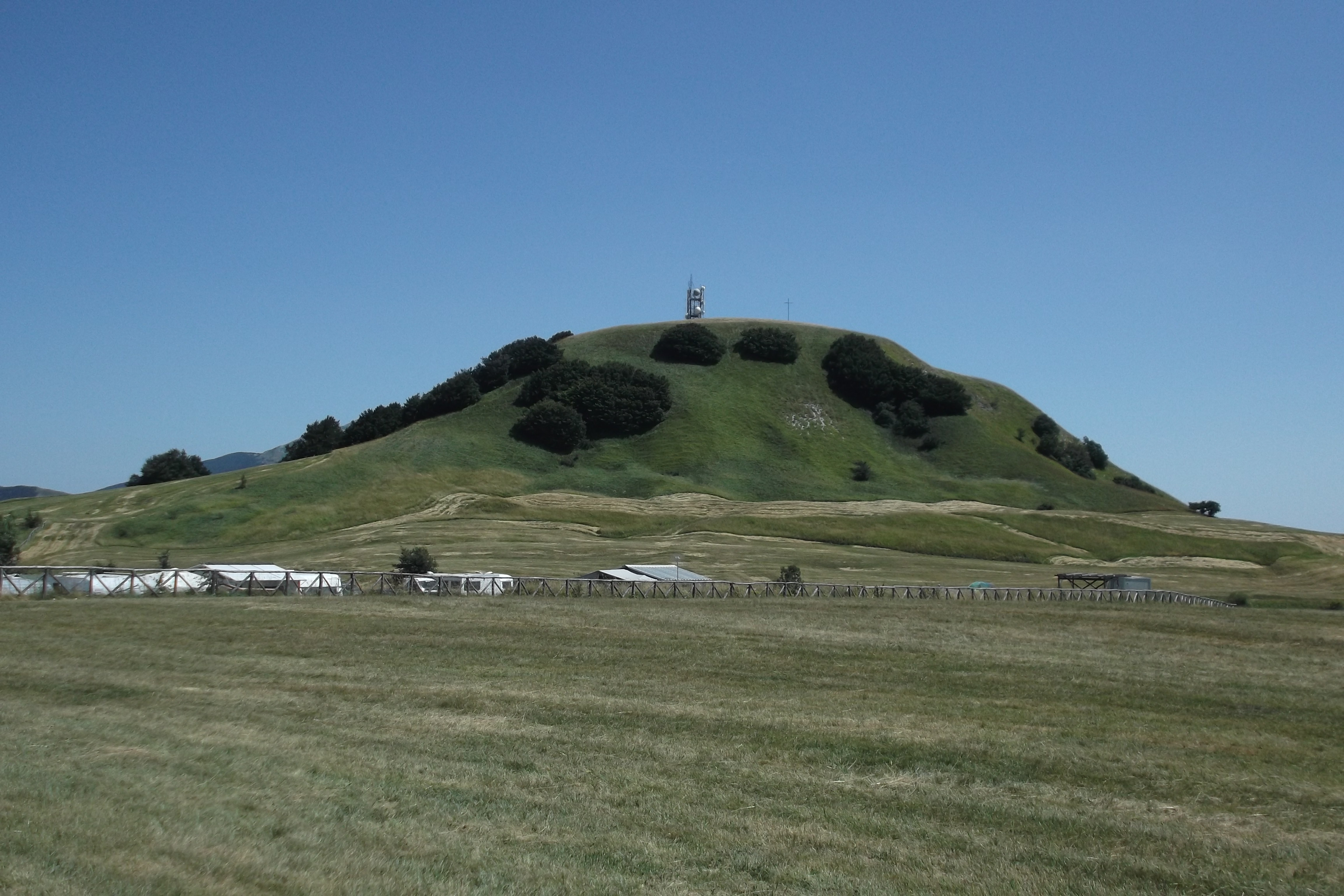
Вершина Петрано в Кальи

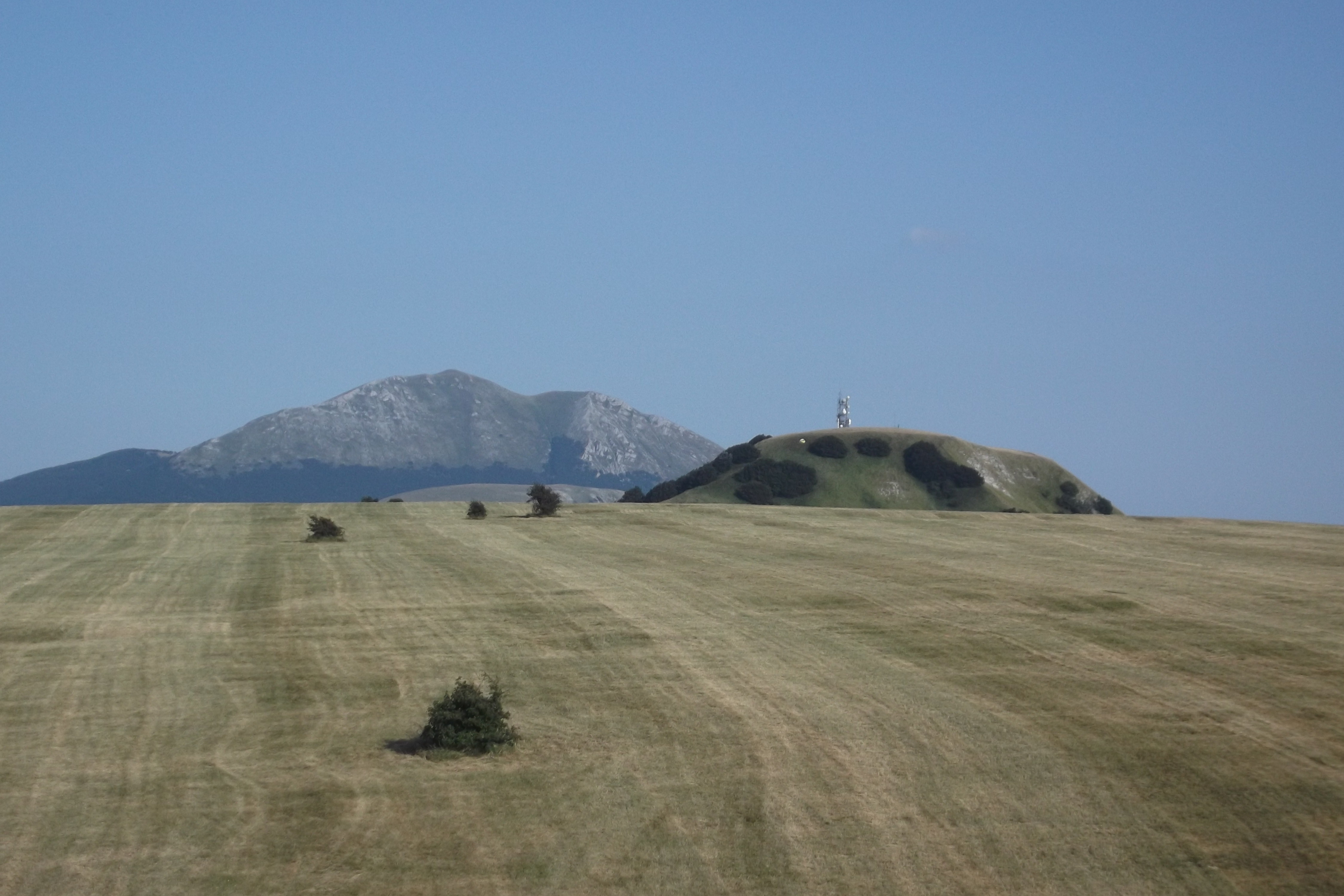
Горы Петрано и Акуто

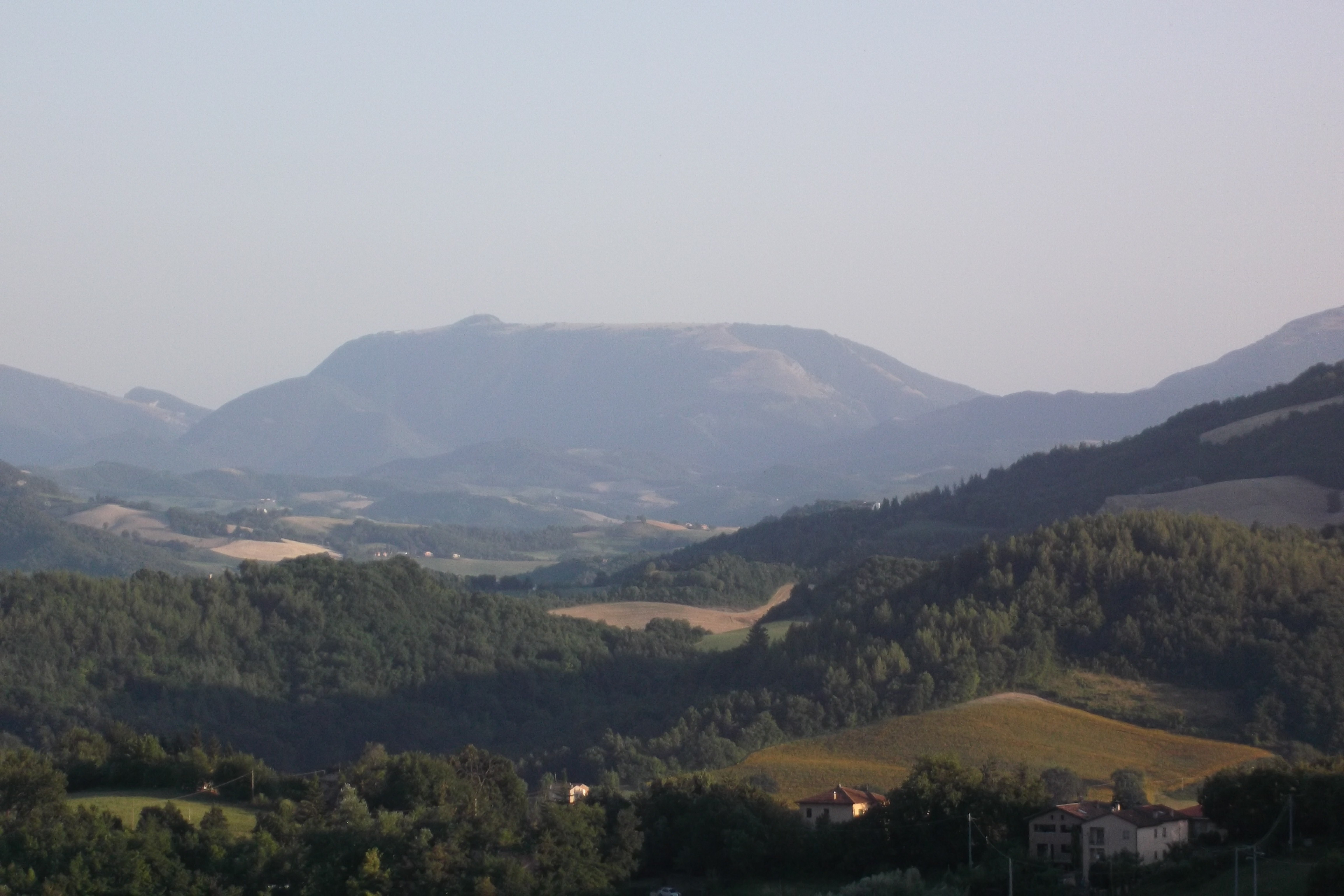
Кальи — Петрано, вид из Урбино